# Allium latifolium
Allium latifolium là một loài thực vật có hoa trong họ Amaryllidaceae. Loài này được Jaub. & Spach mô tả khoa học đầu tiên năm 1844.